# Бузуково (Тульская область)
Бузуково (также известно как Козьмодемьянский погост, Николо-Бузуково) — исчезнувший населённый пункт (тип:село) в бывшем Алексинском уезде Тульской губернии Российской Империи. В настоящее время — урочище в Заокском районе Тульской области России.

## География
Урочище находится в северной части Тульской области, в зоне хвойно-широколиственных лесов, на берегу реки Трешни, на расстоянии примерно 60 вёрст от Тулы и 40 верстах от Алексина. 

### Климат
Климат в местности характеризуется как умеренно континентальный. Среднегодовая многолетняя температура воздуха составляет 4,6 °С. Средняя температура воздуха самого холодного месяца (января) — −10,3 °C (абсолютный минимум — −33,9 °C); самого тёплого месяца (июля) — 18,2 °C (абсолютный максимум — 33,2 °C). Безморозный период длится в течение 132—147 дней. Продолжительность вегетационного периода составляет около 180 дней. Среднегодовое количество атмосферных осадков составляет 572 мм, из которых большая часть (около 70 %) выпадает в тёплый период. Снежный покров держится в течение 135 дней. Среднегодовая скорость ветра составляет 3 м/с.

## История
Населённый пункт имел статус села.  Село имело свой церковный приход. Основание прихода относится к 1606 году, когда в Бузукове был построен первый деревянный храм в честь Николая Чудотворца. В состав прихода, кроме села, входили деревни: Терхово, Ярославцево, Дурнево и Болынтово, с общей численностью прихожан в 1895 году 459 человек мужского пола и 483 женского. Между прихожанами были раскольники: 5 мужчин и 1 женщина.
Последнее здание церкви было сооружено братьями Лавровыми из Москвы и освящено в сентябре 1913 года. В штате церкви были священник и псаломщика. С 1894 года в селе функционировало церковно-приходское училище. 
Административно в составе Дмитриевской волости Алексинского уезда.
Упоминается на карте СССР 1985 года как действующий населённый пункт.

## Инфраструктура
Жители отчасти занимались земледелием, отчасти выделкой щетины.